# Orden al Mérito Docente y Cultural Gabriela Mistral
Odličje zasluga Gabriela Mistral (špa. Orden al Merito Gabriela Mistral), čileansko nacionalno odlikovanje. Nosi ime po istaknutoj čileanskoj pjesnici, diplomatici i feministici Gabrieli Mistral, prvoj pjesnici španjolskog govornog područja kojoj je dodijeljena Nobelova nagrada za književnost (1945.). Odličje je osnovala je čileanska Vlada 1977. i daje se domaćim i stranim osobama za istaknut doprinos u području obrazovanja, kulture i davanja digniteta nastavničkom radu.